# Genlocus

Idiogramm Chromosom 22 (Mensch)

Genlocus, Genlokus, kurz Lokus oder Locus (lateinisch locus ‚Ort‘, Mehrzahl loci) heißt in der Genetik die physische Position eines Gens im Genom, der Genort.
Gene sind bestimmte Sequenzen, die genetische Information tragen, auf einem Nukleinsäure-Strang. Einem DNA-Doppelstrang als Träger der Erbinformation in einer Zelle sind spezifische Proteine angelagert. Zusammen bilden sie in Zellen mit Zellkern das Chromatin, aus dem ein Chromatid eines Chromosoms besteht. Die Bezeichnungen gehen auf die gute Anfärbbarkeit des Chromatins durch bestimmte Farbstoffe zurück (siehe Giemsa-Färbung). Für eine Kernteilung (Mitose) verändert sich die Chromatinstruktur so, dass die Chromatiden kürzer und dichter gepackt werden. Derart verdichtet (kondensiert) können Chromosomen durch den Spindelapparat besser bewegt und auf die entstehenden Tochterkerne verteilt werden. In kondensierter Form sind gefärbte Chromosomen im Lichtmikroskop sichtbar. Eine Vorbehandlung (mit Trypsin) führt dazu, dass die Farbstoffe ungleichmäßig aufgenommen werden und die einzelnen Chromosomen dann ein charakteristisches Bänderungsmuster zeigen, mit dem sie sich identifizieren lassen. Schematische Darstellungen der Standardbanden werden Idiogramme genannt (Beispiel siehe Abbildung).
Besteht das Genom wie beim Menschen aus mehreren Chromosomen, ist der Genlocus der Ort auf jenem Chromosom, an dem sich das Gen befindet. Verschiedene Ausprägungen oder Varianten dieses Gens werden als Allele bezeichnet, die dem gleichen Genort zugeordnet sind. Der Begriff entstand bei der Erstellung der ersten Genkarten und ist mit der Erkenntnis verknüpft, dass für Gene eine Anordnung auf den Chromosomen vorliegt, sodass sich jeweils bestimmte Stellen angeben lassen.

## Kartierung und Benennung
Die nach speziellen Färbeverfahren sichtbare Bänderung von Chromosomen in der Metaphase wird zur zytogenetischen Diagnostik herangezogen. Sie erlaubt die grobe Kartierung von Regionen eines Chromosoms nach dessen mehr oder weniger gefärbten Banden sowie den darin unterschiedenen Unterbanden, die bei höherer Auflösung zu sehen sind. Für die Nummerierung wird jeweils vom Centromer (c) zu den Telomeren (tel) aufwärts gezählt, beginnend mit 1.
Bei der konventionellen Benennung eines Genortes wird zunächst die Nummer des Chromosoms angeführt, dann der Chromosomenarm bezüglich des Centromers gekennzeichnet – entweder mit dem Buchstaben p für den kürzeren Arm (französisch bras petit ‚kleiner Arm‘) oder mit q für den längeren – und schließlich die chromosomale Region auf diesem Arm genauer angegeben durch Ziffern für die Bande und die Unterbande, getrennt durch einen Punkt. Im abgebildeten Idiogramm ist zum Beispiel der Genlocus 22q12.2 (gelesen „zweiundzwanzig-q-eins-zwei-punkt-zwei“) rot markiert.
Diese zytogenetische Nomenklatur gibt keinen Hinweis auf die Funktion des Gens – anders als bei Bezeichnungen wie Hox-Gen oder MYH9 – und beschreibt lediglich den Ort. So kann man etwa sagen, dass das Gen MYH9 für das Protein Myosin-9 (auch Myosin, heavy chain 9 non-muscle bzw. MYH9) beim Menschen am Genlocus 22q12.3 oder 22q13.1 liegt. Oder man kann eine Krankheit, die durch eine teilweise Deletion am Genort 1q21.1 hervorgerufen wird, als 1q21.1-Deletionssyndrom bezeichnen.
Nach einer DNA-Sequenzierung lässt sich die Lage des Gens auf dem DNA-Doppelstrang verorten und die Position in der Basensequenz eines Referenzgenoms angeben, für MHY9 beispielsweise: Chromosom 22: 36.281.280–36.388.010.